# Basselinia favieri
Basselinia favieri är en enhjärtbladig växtart som beskrevs av Harold Emery Moore. Basselinia favieri ingår i släktet Basselinia och familjen Arecaceae. IUCN kategoriserar arten globalt som sårbar. Inga underarter finns listade i Catalogue of Life.